# Saint-Léger-Magnazeix
Saint-Léger-Magnazeix är en kommun i departementet Haute-Vienne i regionen Nouvelle-Aquitaine i västra Frankrike. Kommunen ligger i kantonen Magnac-Laval som tillhör arrondissementet Bellac. År 2022 hade Saint-Léger-Magnazeix 489 invånare.

## Befolkningsutveckling
Antalet invånare i kommunen Saint-Léger-Magnazeix
| Referens: INSEE |